# エリザベス・ペラトロビッチ
エリザベス・ジーン・ペラトロビチ（英：Elizabeth Peratrovich [ˈprætəvɪtʃ] ; 1911年7月4日–1958年12月1日）はトリンギット族居留地生まれ、公民権運動のパイオニアである。アラスカ先住民の平等を実現するため働いた。全米で初めて差別を禁じたアラスカ準州差別禁止法 (1945年) 成立の経緯で、法案を擁護した貢献を称賛される人物。ニューヨーク・タイムズ紙は2019年3月、「忘れられた偉人たち」シリーズ Overlooked No More にペラトロビチの訃報を追加した。 

## 幼少期と教育
1911年7月4日にアラスカ州ピーターズバーグに生を受けたエリザベス・ペラトロビチは先住民族トリンギットのワタリガラス系Lukaax.ádi 出身。幼い頃に孤児になり、アンドリューとメアリーのワナメイカー夫妻に引き取られる。養父アンドリューは漁師でキリスト教長老派の信者である。エリザベスは養親に連れられアラスカ州内のピーターズバーグのほかクロウォック、ケチカンに転居し、ケチカン高校を卒業する。シェルドンジャクソン大学 (シトカ) に進み、ワシントン州ベリンハムのウェスタン教育大学 (現・ワシントン州立大学に合同) でも受講する。

## 結婚、子ども、後半生
1931年12月15日にロイ・ペラトロビチ (1908–1989) と結婚、夫はトリンギット族とセルビア系の血を引き、缶詰工場で働いていた。夫妻はクロウォックに住み、夫ロイは市長に4選する。 
転職と子どもの将来を考えた夫妻はジュノーに移り、アラスカ先住民としてより広範な社会格差と人種差別に触れる。子どもは3人で娘ロレッタとロイ・ジュニアとフランクの息子ふたり。 
その後、ペラトロヴィチ家はロイが経済学を学ぶためカナダへ引っ越し、ロイはノバスコシア州アンティゴニシュの聖フランシスザビエル大学で学位を取得、卒業後、コロラド州デンバーに移り、ロイはデンバー州立大学で学業を続ける。一家は1950年代にオクラホマ州に引っ越した後、アラスカに戻った。 
エリザベス・ペラトロビチは1958年12月1日に癌で亡くなる。アラスカ州ジュノーのエバーグリーン墓地に埋葬され、夫のロイも同じ墓に眠る。 
長男ロイ・ジュニアはアラスカで著名な土木技師でメンデンホール川にかかるブラザーフッド橋(ジュノー) を設計、この橋を高速グレーシャー線が通る。1979年に建築共同事務所ペラトロビチ・ノッティンガム・ドレイジを設立 (現・PNDエンジニア社)。土木建築の専門家として現役を退いた後は、ワシントン州ベインブリッジ島を拠点とするアーティストとして活動している。 

## 差別禁止法
1941年、ジュノーに移住したペラトロビチ一家は以前よりもっとひどい人種差別を味わうことになる。借家を探すのに苦労し、公共施設で当たり前にかかった公共施設への先住民立ち入りを禁止する標識を目にする。ペラトロビチ夫妻は、ジュノーその他の「先住民立ち入り禁止」の標識について、アラスカ準州のアーネスト・グリューニング知事に掲出禁止を請願した。ところが差別禁止法案は1943年に準州議会によって否決される。夫妻はそれぞれアラスカ先住民同胞団とアラスカ先住民女性同胞団 (en) の代表者として準州議会の議員に働きかけ、所属団体を代表し議会で証言する。 

エリザベス・ペラトロビチは1945年、法案が準州上院で議決にかけられる直前、最後の証人として証言し熱烈な弁舌で票の動きを決定づけたと見なされている。 
有史以来5000年の文明の産物である権利章典 (Bill of Rights) について、まさか奴隷制度から解放されたばかりのようなこの私から紳士の皆さんがたにお話しする日が来るなど、夢にも思ったことはありません。 
このエリザベス・ペラトロビチのコメントは、その前に同議会でアレン・シャタック上院議員 (ジュノー選出) が発言した内容を受けている。同議員は「有史以来5000年の文明を背負って立つわれら白人と肩を並べようなど、どの野蛮人どもが言うか」と尋ねていた。上院は下院通過議案14号に対して11対5で可決、「……アラスカ準州の管轄下にある公共の宿泊施設において、すべての市民に宿泊の条件と施設利用、サービス要件を十分かつ平等に提供する。違反に対し罰則規定を設ける」ものとした。この法案にグリューニング準州知事が署名し法制化するのは、アメリカ連邦議会が公民権法を可決する1964年に先んじることおよそ20年である。準州議会の法律の成立条件は連邦議会の承認であったが、これにも支持を得る。(ボブ・バートレットの働きかけが注目された。) 

フラン・オルマー (en) はジュノー選出のアラスカ州下院議員で (後にアラスカ州副知事に就任)、ペラトロビッチの証言について1992年に次のように述べている。
あの方はご自身とご友人、お子さんたちについて述べ、アラスカ先住民を二流の存在におとしめる残酷な扱いについて話されました。上院では居住許可がない先住民がまともな地域で家を買うことすらできないことの意味を説明されました。映画館への入場を拒まれた子どもたちの気持ち、あるいは店の窓に「犬や先住民は入店禁止」と記した標識を見つけたときにどんな気持ちになったか明かされました。 

## 記念と表彰
アラスカ州議会は1988年2月6日、「エリザベス・ペラトロビチ記念日」として2月16日（1945年の差別禁止法の署名日）を制定。「勇気をもってたゆまず努力を続け、アラスカの差別を撤廃し平等な権利の実現に尽くした」 その貢献を称えた (アラスカ州法第44-12-065)。2018年、アメリカ女性史月間の表彰者にエリザベス・ペラトロビチが選出される。
各賞
「エリザベス・ペラトロビチ賞」は、Alaska Native Sisterhood (アラスカ先住民女性同胞団) が名誉を称えて創設した。
施設などの名称
1992年、アラスカ州議会議事堂の下院会議室ギャラリーBを改称、ペラトロビチの名をつける。上下両院の合計4室にはそれぞれ名称があり、ペラトロビチ・ギャラリーは唯一、議員経験者以外にちなんで命名された。他の3室の名前の由来はいずれも議員で、下院がウォーレン・A・テイラー (Warren A. Taylor)。上院の2室はクリフ・グロー (Cliff Groh) とロバート・H・ジーグラー (Robert H. Ziegler)。
2003年、アンカレッジ市中心部にある公園がエリザベスとロイ・ペラトロビチ夫妻にちなんで命名される。旧アンカレッジ市庁舎を囲む芝生庭園からコンサート他を上演する小さな円形劇場まで含まれる。
2017年、エリザベス・ペラトロビチに敬意を表し、ケチカンにある南東アラスカ・ディスカバリーセンター (Southeast Alaska Discovery Center) の劇場施設を命名。さらにアラスカ先住民の公民権をめぐる闘争において果たした役割をテーマに、資料展示を行う。
映画
2009年、ペラトロビチの画期的な公民権運動がドキュメンタリー映画になり、アンカレッジで開催されたアラスカ先住民連盟大会で初上映 (10月22日)。「すべての人の権利：アラスカでジム・クロウ法を終わらせる」(Rights of All: Ending Jim Crow in Alaska) はPBSドキュメンタリーで2009年11月にテレビ放映を決定。ブルーベリープロダクションズ制作、ジェフリー・ロイド・シルバーマン脚本 (アンカレッジ在住)。
記念コイン
2019年10月5日、合衆国造幣局長官パトリック・ヘルナンデスが、2020年先住民記念1ドル貨幣（2020 Native American $1 Coin）の裏面に肖像を入れると記者発表を行う。